# Balochisaurus malkani
Balochisaurus malkani („ještěr od kmene Balochi“) byl druh titanosauriformního sauropodního dinosaura. Fosílie tohoto dinosaura byly objeveny ve svrchnokřídových vrstvách Pákistánu. Balochisaurus malkani byl popsán M. S. Malkanim v roce 2006, dlouho byl ale považován za nomen nudum. Přesnější rozměry tohoto sauropoda nejsou známé.
Tento sauropodní dinosaurus žil v období geologického věku maastricht, asi před 72 až 66 miliony let. Jeho fosilie byly spolu s dalšími dinosauřími zkamenělinami objeveny týmem Pákistánské geologické služby nedaleko Vitariki v souvrství Pab. Bylo objeveno sedm ocasních obratlů, podle kterých byl taxon popsán, později pak ještě další obratle a fragmenty lebky. Autor stanovil také novou čeleď Balochisauridae, o její validitě ale zatím nemůže být rozhodnuto. Pravděpodobně se jedná o nomen dubium, tedy vědecky nejistý a pochybný taxon.